# Hospital de los Reyes Católicos

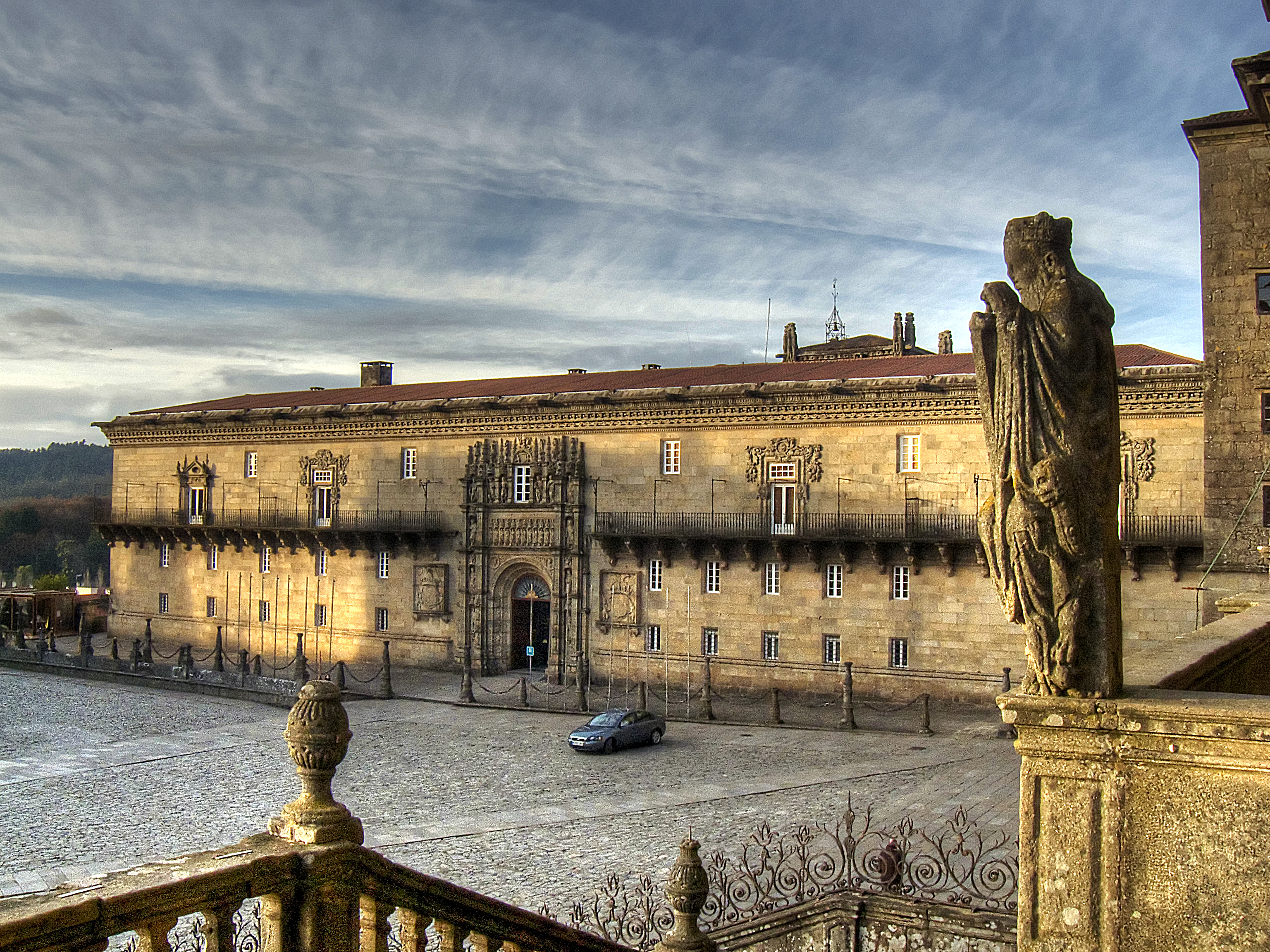
Hospital de los Reyes Católicos

Das Hospital de los Reyes Católicos (Hospital der katholischen Könige) gilt als einer der weltweit ältesten durchgängig als solcher genutzter Beherbergungsbetrieb der Welt.

## Geografische Lage
Das Hospital de los Reyes Católicos liegt in Santiago de Compostela, der Hauptstadt der Autonomen Gemeinschaft Galicien in Spanien, an der Nordseite des Obradoiro-Platzes, wo ebenfalls die Kathedrale von Santiago de Compostela steht.

## Geschichte
In den Jahren 1492 oder 1499 wurde das königliche Hospital (Hospital Real) von den Katholischen Königen mit der Aufgabe gegründet, Jakobspilger unterzubringen und zu versorgen. Der Bauauftrag wurde 1499 erteilt. Ab 1512 wurden die Aufgaben des Hospitals in dem damals neu eröffneten Gebäude, am noch heute bestehenden Standort wahrgenommen. Es war die größte und am besten ausgestattete Pilgerherberge entlang des Jakobsweges und verfügte über einen eigenen landwirtschaftlichen Betrieb, eigene Ärzte, und eine Apotheke.
Seit 1958 befindet sich in dem Gebäude ein Parador, ein Fünf-Sterne-Hotel mit Restaurant. Gleichwohl kann es als Museum auch von denjenigen besucht werden, die dort nicht wohnen.

## Gebäude

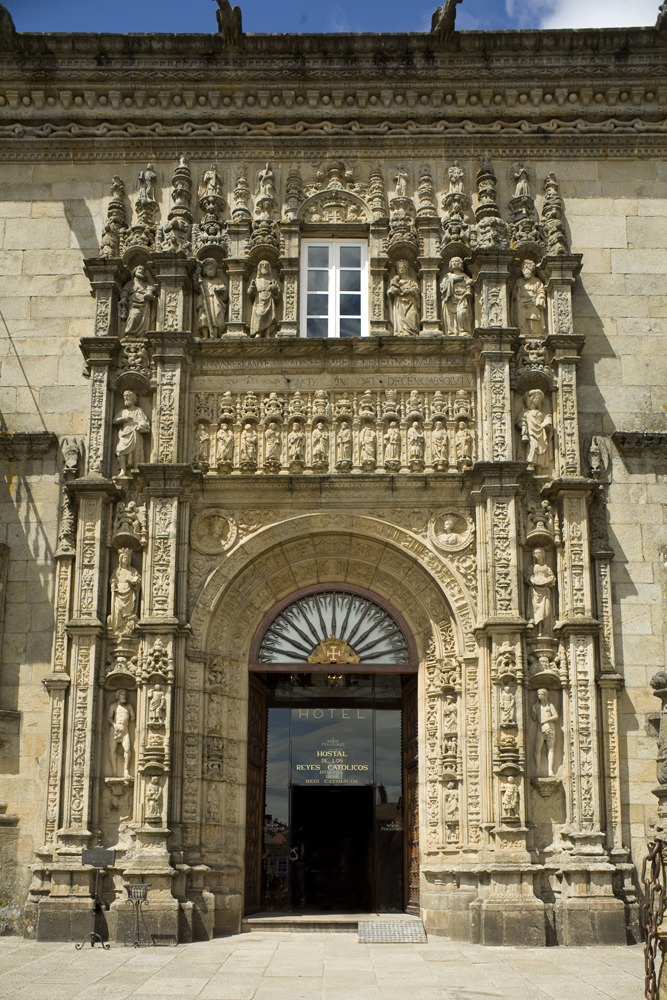
Haupteingang

Schlichte Renaissanceformen treffen hier auf spätgotische Formen („gótico florido“). Das Hauptportal zum Platz im plateresken Stil zeigt in den Zwickeln über den Torbogen Medaillons der Stifter, Isabella I. und Ferdinand II., sowie, in fünf Ebenen übereinander geordnet, zahlreiche Figuren biblischer Gestalten. Neben dem Tor wurden in großem Format die Wappen des Königspaars angebracht.
Das Gebäude ist zweistöckig, der Grundriss rechteckig und die Flügel gruppieren sich um vier ebenfalls rechteckige Innenhöfe. Das Gebäude wurde bis zu seinem heutigen Umfang in mehreren Schritten ausgebaut. Architekt war anfangs Enrique Egas. In den Jahren zwischen 1509 und 1512 stellte er das Gebäude zur Hälfte, nämlich den Teil, der die beiden vorderen Höfe umgibt, fertig. Erst Ende des 18. Jahrhunderts folgten die Flügel um die beiden hinteren Höfe. Architekt war hier Manuel de los Mártires. Auch die Fassade zum Platz stammt in ihrer heutigen Form vom Ende des 18. Jahrhunderts. Architekt war Tomás Alonso. Im Schnittpunkt der vier Höfe befindet sich die spätgotische Kapelle des Hospitals. Sie entstand 1527. Architekt war hier Juan de Alvas.